# Yoshinori Muto
Yoshinori Muto (Tokio, 15. srpnja 1992.) japanski je nogometaš.

## Klupska karijera
Igrao je za FC Tokyo i Mainz.

## Reprezentativna karijera
Za japansku reprezentaciju igrao je od 2014. godine. Odigrao je 18 utakmice postigavši 2 pogodaka.
S japanskom reprezentacijom Yoshinori Muto je igrao na Azijskom kupu 2015.

## Statistika
| Japan  | Japan | Japan |
| Godina | Nast. | Gol.  |
| ------ | ----- | ----- |
| 2014.  | 6     | 1     |
| 2015.  | 12    | 1     |
| Ukupno | 18    | 2     |

## Vanjske poveznice
- National Football Teams